# Ката
Ката (яп. 型(形) — ката, «форма» («формальна вправа»), «зразок», «комбінація» — систематизована послідовність групи прийомів у японських бойових мистецтвах, які пов'язані один з одним принципами ведення бою з уявним одним чи декількома противниками. Присутні у айкідо, дзюдо, карате, кендо та інших видах бойових мистецтв. Відповідає таолу у китайському ушу.